# Fake (Mr. Children)
Fake (フェイク?) è il trentesimo singolo dei Mr. Children pubblicato il 24 gennaio 2007 da Toy's Factory in formato CD, estratto dall'album Home.

## Il disco
Il singolo ha raggiunto la prima posizione della classifica Oricon dei singoli più venduti in Giappone, vendendo 320 628 copie. Il brano è stato utilizzato come tema musicale del film Dororo.

## Tracce
1. Fake

## Classifiche
| Classifica (2008) | Posizione più alta |
| ----------------- | ------------------ |
| Giappone (Oricon) | 1                  |

## Edizioni
- 2007 - Fake (Toy's Factory, CD single, TFCC-89199)